# Joc de tres
Joc de tres (títol original: X Y & Zee i també conegut com Zee and Co. and Zee and Company) és una pel·lícula dramàtica britànica de 1972 dirigida per Brian G. Hutton i protagonitzada per Elizabeth Taylor, Michael Caine i Susannah York. Estrenada per Columbia Pictures, es basava en una novel·la d'Edna O'Brien. El guió tracta d'una parella de mitjana edat que es discuteix el matrimoni de la qual està a punt de finalitzar i la dona que s'interposa entre ells. Està doblada al català.

## Argument
La Zee Blakely és una famosa sorollosa, tosca i d'uns 40 anys, el matrimoni de la qual, amb el seu marit arquitecte Robert, està de cap a caiguda, com ho demostren els seus freqüents combats verbals. Fart de la Zee, en Robert se sent atret per la tranquil·la Stella, propietària d'una botiga, que és l'antítesi completa de la Zee en termes de personalitat.
Sentint-se avorrida i rebutjada, la Zee intenta diversos mètodes per recuperar la simpatia d'en Robert, com ara intentar suïcidar-se, però aquests no funcionen. La Zee descobreix que la Stella va tenir una aventura lèsbica en el passat, i ho fa servir tant contra ella i en Robert i després el desafia a participar en un triangle amorós amb la Stella.

## Repartiment
- Elizabeth Taylor com Zee Blakeley
- Michael Caine com Robert Blakeley
- Susannah York com Stella
- Margaret Leighton com Gladys
- John Standing com Gordon
- Michael Cashman com Gavin

## Producció

### Rodatge
Joc de tres es va rodar als Shepperton Studios i a Londres. Els decorats de la pel·lícula van ser dissenyats pel director d'art Peter Mullins. Caine va afirmar dècades més tard que Elizabeth Taylor va cobrar deu vegades més que ell per la pel·lícula.

### Música
El tema principal "Going in Circles" va ser interpretat per Three Dog Night, apareixent com a cara B del senzill " The Family of Man ", així com al seu àlbum Seven Separate Fools, tots dos publicats el 1972.

## Recepció crítica
Les opinions crítiques de la pel·lícula va ser variades. Roger Ebert va escriure que, tot i que la pel·lícula "no és cap obra mestra", encara satisfà el públic, ja que "descomprimeix en un clip agradable i vulgar". Va dir que Elizabeth Taylor és l'atracció principal de la pel·lícula, però l'èmfasi en ella resta una mica una representació més completa del triangle amorós de la pel·lícula. Steven Scheuer va elogiar la pel·lícula pel seu "diàleg intel·ligent" i com un "canvi de ritme" per al seu director. Michael McWilliams va citar el treball de Taylor com "la seva millor actuació cinematogràfica" i va qualificar la pel·lícula d'"escarnosament divertida" (McWilliams, 1987: 32).
Altres crítics van ser menys amables. New York Magazine va escriure: "Els personatges interpretats per Elizabeth Taylor, Michael Caine i Susannah York són uniformement repulsius; l'estil completament vulgar; el diàleg estúpid i les situacions simplement més enllà de la creença en aquest assumpte triangular". Leonard Maltin va escriure que la pel·lícula era "artificiada [i] sovint perversa", amb l'escena d'amor d'Elizabeth Taylor/Susannah York situant-se "a l'altura dels anals del mal gust" (Maltin, 1990: 1386). Clive Hirschhorn va sentir que la pel·lícula va ser sabotejada per la interpretació "indulgent" del director, de manera que es va esbiaixant el guió d'Edna O'Brien (Hirshhorn, 1989: 298). Mick Martin va oferir una ressenya molt breu de la pel·lícula, escrivint que era una "història sense sentit de relacions sexuals" (Martin i Porter, 1996: p. 1213).